# Miss Universo Ghana
Miss Universo Ghana (en inglés: Miss Universe Ghana) fue un concurso de belleza nacional en Ghana. Se encargaba de seleccionar a las representantes del país para el concurso Miss Universo.
El concurso llegó a su fin después de que la directora nacional, Menaye Donkor, anunciara que habían renunciado a la licencia de Miss Universo. La última Miss Universo Ghana es Engracia Mofuman, quien fue coronada Miss Universo Ghana 2022 el 21 de diciembre de 2021.

## Historia
En mayo de 2017, la Organización Miss Universo entregó la licencia a Miss Universo Ghana 2004 Menaye Donkor, bajo Malz Productions. En 2019, el concurso fue cancelado. En febrero de 2023, la organización anunció que había renunciado a la licencia de Miss Universo y nadie más la ha adquirido desde entonces.

## Ganadoras
: Declarada como ganadora
     : Terminó como finalista
     : Terminó como una de las semifinalistas o cuartofinalistas
     : Terminó como ganadora de premios especiales
| Año                                    | Región                                 | Miss Universo Ghana                    | Posición en Miss Universo              | Premios especiales                     | Notas                                                                                                   |             |
| Dirección de Menaye Donkor (2017-2022) | Dirección de Menaye Donkor (2017-2022) | Dirección de Menaye Donkor (2017-2022) | Dirección de Menaye Donkor (2017-2022) | Dirección de Menaye Donkor (2017-2022) | Dirección de Menaye Donkor (2017-2022)                                                                  |             |
| -------------------------------------- | -------------------------------------- | -------------------------------------- | -------------------------------------- | -------------------------------------- | --- | ----------- |
| No compite desde 2023                  |                                        |                                        |                                        |                                        | |             |
| 2022                                   | Ashanti                                | Engracia Mofuman                       | No clasificó                           |                                        | |             |
| 2021                                   | Gran Acra                              | Naa Morkor Commodore                   | No clasificó                           |                                        | |             |
| 2020                                   | Volta                                  | Chelsea Tayui                          | No clasificó                           |                                        | |             |
| 2019                                   | No compitió                            | No compitió                            | No compitió                            | No compitió                            | No compitió                                                                                             |             |
| 2018                                   | Brong-Ahafo                            | Akpene Diata Hoggar                    | No clasificó                           |                                        | |             |
| 2017                                   | Central                                | Ruth Quarshie                          | Top 16                                 |                                        | |             |
| 2016                                   | No compitió                            | No compitió                            | No compitió                            | No compitió                            | No compitió                                                                                             |             |
| 2015                                   | Ashanti                                | Hilda Akua Frimpong                    | No clasificó                           |                                        | |             |
| 2014                                   | Gran Acra                              | Abena Appiah                           | No clasificó                           |                                        | Posteriormente, ganó Miss Grand Internacional 2020 representando a Estados Unidos.                      |             |
| 2013                                   | Gran Acra                              | Hanniel Jamin                          | No clasificó                           |                                        | |             |
| 2012                                   | Gran Acra                              | Gifty Ofori                            | No clasificó                           |                                        | |             |
| 2011                                   | Gran Acra                              | Yayra Nego                             | No clasificó                           |                                        | Erica ganó Miss Minnesota USA 2009 como ciudadana estadounidense y quedó en el top 15 de Miss USA 2009. |             |
| 2010                                   | Gran Acra                              | Awurama Simpson                        | No clasificó                           |                                        | |             |
| 2009                                   | Gran Acra                              | Jennifer Koranteng                     | No clasificó                           |                                        | |             |
| 2008                                   | Gran Acra                              | Yvette Nsiah                           | No clasificó                           |                                        | |             |
| 2007                                   | No compitió                            | No compitió                            | No compitió                            | No compitió                            | No compitió                                                                                             | No compitió |
| 2006                                   | Gran Acra                              | Angela Asare                           | No clasificó                           | - Miss Simpatía                        | |             |
| 2005                                   | No compitió                            | No compitió                            | No compitió                            | No compitió                            | No compitió                                                                                             |             |
| 2004                                   | Gran Acra                              | Menaye Donkor                          | No clasificó                           |                                        | Directora de Miss Universo Ghana entre 2017 y 2022.                                                     |             |
| 2003                                   | No compitió                            | No compitió                            | No compitió                            | No compitió                            | No compitió                                                                                             |             |
| 2002                                   | Gran Acra                              | Stephanie Walkins-Fia                  | No clasificó                           |                                        | |             |
| 2001                                   | Gran Acra                              | Precious Agyare                        | No clasificó                           |                                        | |             |
| 2000                                   | Gran Acra                              | Maame Esi Acquah                       | No clasificó                           |                                        | |             |
| 1999                                   | Gran Acra                              | Akuba Cudjoe                           | Top 10                                 |                                        | |             |
| 1998                                   | Gran Acra                              | Francisca Awuah                        | No clasificó                           |                                        | |             |
| 1997                                   | No compitió                            | No compitió                            | No compitió                            | No compitió                            | No compitió                                                                                             |             |
| 1996                                   | Gran Acra                              | Pearl Amoah                            | No clasificó                           |                                        | |             |
| No compitió entre 1994 y 1995          |                                        |                                        |                                        |                                        | |             |
| 1993                                   | Gran Acra                              | Jamilla Haruna Danzuru                 | No clasificó                           | - Miss Simpatía                        | |             |
| 1992                                   | No compitió                            | No compitió                            | No compitió                            | No compitió                            | No compitió                                                                                             | No compitió |
| 1991                                   | Gran Acra                              | Dela Tamakloe                          | No clasificó                           |                                        | |             |